# Lanta W. Smith
Lanta Wilson Smith, född 19 juli 1856 i Castine i Maine, död 19 oktober 1939 i Taunton i Massachusetts, var en amerikansk sångförfattare på 1880-talet.

## Sånger
- I en värld där sorger, möda, smärta bor